# Montretout
Ne doit pas être confondu avec le château de Montretout établi à Dangu (Eure).
Montretout est un domaine privé fermé sur 8,3 hectares abritant une cinquantaine d'hôtels particuliers situé sur les hauteurs de Saint-Cloud et dominant la Seine, dans les Hauts-de-Seine. Plusieurs personnalités françaises y résident ou y ont résidé. Le domaine fut loti sous Louis-Philippe et occupé sous le Second Empire par des proches de Napoléon III et de l'impératrice Eugénie. Il fut un des lieux de bataille du siège de Paris durant la guerre de 1870 et plusieurs maisons furent occupées par les autorités allemandes pendant la Seconde Guerre mondiale.

## Historique

### Origine
Son nom vient de la belle perspective que présente le sommet de la colline offrant une vue sur Paris. Philippe d'Orléans, frère du roi Louis XIV, accorde la propriété du terrain aux Ursulines, qui l'occupent jusqu'à la Révolution. Il existe alors un pavillon – destiné aux gardes du domaine du château de Saint-Cloud – qui est revendu. Napoléon Ier l'aurait acquis en 1806. Sous le règne de Louis-Philippe, les frères Pereire achètent le domaine pour y faire passer la voie de chemin de fer de Paris-Saint-Lazare à Versailles. Une fois la voie tracée, ils revendent le reste du terrain à un promoteur qui le transforme en lotissement muré en 1832, un des premiers lotissements de ce type en France. 
Le règlement de 1855 du lotissement précise plusieurs dispositions visant à maintenir sa valeur foncière : il faut construire dans les trois années suivant l'achat du lot ; les commerces, cafés et bals sont interdits. En 1932, le règlement est complété par l'interdiction de diviser les parcelles en dessous de 1 000 m2 ou d'y faire des activités industrielles et commerciales. Bien que cela fût interdit, deux immeubles collectifs de standing y furent construits dans les années 1970.
Madame de Pompadour possédait une propriété sur une partie du domaine de Montretout, rachetée par Charles André Pozzo di Borgo, ambassadeur de Russie en France. De 1896 à 1899, l’un de ses descendants, le duc Pozzo di Borgo, fait déposer, transporter et réédifier la demeure (en l'agrandissant) par l'architecte Louis Dauvergne sur le domaine normand de Dangu, qu'il avait acquis en 1884.

### Second Empire
Napoléon III devint ensuite propriétaire d'une portion du domaine, où les premières maisons sont construites à partir de 1850. Il en offre une à son chef de cabinet, Jean-François Mocquard. Les autres maisons hébergent ses officiers ou des demoiselles d'honneur de l'impératrice Eugénie. L'empereur aurait également offert à Marguerite Bellanger, sa dernière maîtresse, une maison dans le parc.  

### Guerre de 1870
Lors du siège de Paris en 1870-1871, les troupes françaises avaient évacué le plateau situé au-dessus du village de Saint-Cloud et qui était occupé par une fortification, la redoute de Montretout. Cette redoute fut immédiatement occupée par les forces prussiennes.
Les 2, 16, 20, 22 octobre, 3, 7, 15 novembre, et 21 décembre 1870, les Français essaieront de reprendre cette fortification dominant Paris sans succès. Le 19 janvier 1871, lors de la bataille de Buzenval, après un long et vif combat autour de la redoute de Montretout, les Français en sont maîtres et font 60 prisonniers. Lors de cette bataille, Saint-Cloud fut brûlé et seules 23 demeures furent épargnées par l'incendie, dont une dizaine dans le domaine de Montretout.

### Période contemporaine
Par la suite, des avenues arborées sont tracées dans le parc et des maisons et petits immeubles seront construits jusque dans les années 1970. Le peintre Édouard Dantan (1848-1897) y vécut.
Entre 1940 et 1944, pendant l'Occupation, plusieurs maisons du parc sont réquisitionnées par les Allemands, le site étant facile à défendre. Une des trois Feldkommandantur du Gross Paris s'y installe, protégée par plusieurs blockhaus. Un d'eux est encore visible rue Gounod.  
De nos jours, le domaine, appelé parc de Montretout, est une résidence fermée abritant une cinquantaine de propriétés, des appartements de standing et des hôtels particuliers au style architectural très varié, sur une superficie de 8,5 hectares,. Il est délimité au nord-ouest par le sillon de la voie ferrée Paris-Versailles, au nord par une petite partie de la rue Gounod qu'il domine par un mur en terrasse de plusieurs mètres de haut (l'entrée du parc se fait au no 1 de cette rue, en franchissant un grand portail en fer forgé), à l'ouest par la rue Anatole-Hébert, située en contrebas et au sud par le domaine national de Saint-Cloud. 
À sa création, le caractère fermé de la résidence relève moins du champ sécuritaire que d'une continuation de l'usage, en lien avec l'histoire du lieu (une ancienne caserne de gardes). C'est seulement au début des années 2000, avec l'arrivée de nouvelles grosses fortunes, que se pose la question d'installer un système de vidéo-surveillance et une barrière électrique, la présence d'un simple gardien et du portail étant jugée insuffisante.
L'occupant le plus connu du domaine a été Jean-Marie Le Pen, à qui l'héritier Hubert Lambert légua un grand hôtel particulier en 1976. Il est occupé ensuite par sa fille, Marine Le Pen. Parmi les autres résidents du domaine, on peut citer Guy Béart qui y habita dans les années 1960 puis sa fille Emmanuelle ainsi que Lino Ventura, qui habita un hôtel particulier datant du Second Empire à partir des années 1960 et qui y est mort en 1987. Son ancienne maison a été rachetée en 2015 par Jean Dujardin.
Mylène Farmer y achète un hôtel particulier de 2 000 m2 et s'y installe fin 2019, après 15 ans passés à la villa Montmorency (Paris).